# 467 TCN
467 TCN là một năm trong lịch La Mã.